# Dawson (Dakota del Nord)
Dawson è un centro abitato (city) degli Stati Uniti d'America, situato nella Contea di Kidder, nello Stato del Dakota del Nord. Nel censimento del 2000 la popolazione era di 75 abitanti. La città è stata fondata nel 1880.

## Geografia fisica
Secondo i rilevamenti dell'United States Census Bureau, la località di Dawson si estende su una superficie di 1,00 km², tutti occupati da terre.

## Popolazione
Secondo il censimento del 2000, a Dawson vivevano 75 persone, ed erano presenti 16 gruppi familiari. La densità di popolazione era di 72 ab./km². Nel territorio comunale si trovavano 52 unità edificate. Per quanto riguarda la composizione etnica degli abitanti, il 100% era bianco.
Per quanto riguarda la suddivisione della popolazione in fasce d'età, il 20,0% era al di sotto dei 18, il 9,3% fra i 18 e i 24, il 14,7% fra i 25 e i 44, il 25,3% fra i 45 e i 64, mentre infine il 30,7% era al di sopra dei 65 anni di età. L'età media della popolazione era di 49 anni. Per ogni 100 donne residenti vivevano 127,3 maschi.